# Como te ves me vi
Como te ves me vi es una película dramática mexicana de 2017 dirigida por Germán Quintero. La película está basada en el libro de 2001 titulado Como te ves, me vi: una historia que podría ser la tuya de Quintero. La trama gira en torno a un adolescente incomprendido por sus padres y confundido en el amor que aprende a tomar decisiones mientras vive al límite. La película se estrenó el 17 de febrero de 2017 en México, y está protagonizada por Solkin Ruz, Cristina Rodlo, Rocío Verdejo y Juan Ríos.

## Elenco
- Solkin Ruz como Beto
- Cristina Rodlo como Karla Quiñones
- Rocío Verdejo como Diana Quiñones
- Juan Ríos como Gerardo Quiñones
- Carlos Aragón como Artemio
- Juan Pablo Blanco como Lázaro
- Mauro Sánchez Navarro como Marco
- Karen Sandoval como Miriam
- Gustavo Sánchez Parra como Humberto